# Oxytropis sichuanica
Oxytropis sichuanica är en ärtväxtart som beskrevs av C.W.Chang. Oxytropis sichuanica ingår i släktet klovedlar, och familjen ärtväxter. Inga underarter finns listade i Catalogue of Life.